# (12188) Kalaallitnunaat
(12188) Kalaallitnunaat es un asteroide perteneciente al cinturón de asteroides, región del sistema solar que se encuentra entre las órbitas de Marte y Júpiter, descubierto el 9 de agosto de 1978 por Richard Martin West desde el Observatorio de La Silla, Chile.

## Designación y nombre
Designado provisionalmente como 1978 PE. Fue nombrado Kalaallit Nunaat (País de los groenlandeses en groenlandés). Es un país autónomo dentro del Reino de Dinamarca. Situada en la isla más grande del mundo, ha estado habitada durante muchos milenios por pueblos indígenas árticos con tradiciones culturales fuertes y únicas, a los que más tarde se unieron pueblos de los países nórdicos.

## Características orbitales
Kalaallitnunaat está situado a una distancia media del Sol de 2,299 ua, pudiendo alejarse hasta 2,829 ua y acercarse hasta 1,769 ua. Su excentricidad es 0,230 y la inclinación orbital 5,233 grados. Emplea 1273,31 días en completar una órbita alrededor del Sol.

## Características físicas
La magnitud absoluta de Kalaallitnunaat es 14,85. 